# Glossogobius
Genre
Glossogobius est un genre de gobies natif des eaux fraiches, saumâtres et marines de l'Afrique, vers les côtes de l'ouest de l'Océan Pacifique.

## Répartition
Ce genre présente une large aire de répartition : Madagascar, Afrique du Sud, Japon, Thaïlande, Australie, Indonésie, Bangladesh, Philippines, Taïwan, Papouasie-Nouvelle-Guinée, Singapour, Malawi, Swaziland, Botswana, Kenya, Zimbabwe, Tanzanie, Mozambique, Iles Salomon, Palau, îles Fidji, Nouvelle-Calédonie, Inde, Laos, Sri Lanka, Myanmar, île de Bornéo, Népal, Brunei, Micronésie, Cambodge, Viêt Nam, Chine, Réunion, Seychelles, île Maurice, Îles Carolines, Vanuatu, Malaisie et Russie. 

## Liste d'espèces
Selon World Register of Marine Species (13 mars 2020) :
- Glossogobius ankaranensis Banister, 1994
- Glossogobius aureus Akihito & Meguro, 1975
- Glossogobius bellendenensis Hoese & Allen, 2009
- Glossogobius bicirrhosus (Weber, 1894)
- Glossogobius brunnoides (Nichols, 1951)
- Glossogobius bulmeri Whitley, 1959
- Glossogobius callidus (Smith, 1937)
- Glossogobius celebius (Valenciennes, 1837)
- Glossogobius circumspectus (Macleay, 1883)
- Glossogobius clitellus Hoese & Allen, 2012
- Glossogobius coatesi HHoese & Allen, 1990
- Glossogobius concavifrons (E. P. Ramsay & J. D. Ogilby, 1886)
- Glossogobius giuris (F. Hamilton, 1822)
- Glossogobius gnomus Hoese, Allen & Hadiaty, 2017
- Glossogobius hoesei Allen & Boeseman, 1982
- Glossogobius illimis Hoese & Allen, 2012
- Glossogobius intermedius Aurich, 1938
- Glossogobius kokius (Valenciennes, 1837)
- Glossogobius koragensis Herre, 1935
- Glossogobius macrocephalus Hoese & Allen, 2015[3]
- Glossogobius mahalonensis Hoese, Hadiaty & Herder, 2015[4]
- Glossogobius matanensis (M. C. W. Weber, 1913)
- Glossogobius minutus Geevarghese & John, 1983
- Glossogobius multipapillus Hoese & Allen, 2015
- Glossogobius munroi Hoese & Allen, 2012
- Glossogobius muscorum Hoese & Allen, 2009
- Glossogobius nanus Hoese, Allen & Hadiaty, 2017
- Glossogobius obscuripinnis (Peters, 1868)
- Glossogobius olivaceus (Temminck & Schlegel, 1845)
- Glossogobius pumilus Hoese, Allen & Hadiaty, 2017
- Glossogobius robertsi Hoese & Allen, 2009
- Glossogobius sentaniensis Hoese & Allen, 2015
- Glossogobius sparsipapillus Akihito & Meguro, 1976
- Glossogobius torrentis Hoese & Allen, 1990